# Psocites pectinatus
Psocites pectinatus (лат.) — ископаемый вид комаров, единственный в составе рода Psocites из семейства Axymyiidae. Обнаруженные опечатки датируются юрским периодом (Haifanggou ormation, Ляонин, Китай). Среднего размера длинноусые двукрылые (длина тела 7,6—9,3 мм, ширина 1,3—1,7 мм), которые внешне напоминают комаров-толстоножек (Bibionidae), отличаясь особенностями жилкования крыльев. Ротовые органы редуцированы, как и у других представителей семейства Axymyiidae. Длина головы 0,8—0,9 мм, длина груди 1,8—2,4 мм (ширина 1,3—1,7), длина крыла 6,7—7,7 мм. Род Plesioaxymyia является сестринским к кладе †Juraxymyia + Axymyia + Mesaxymyia, а они все вместе образуют сестринскую группу к кладе †Sinaxymyia + Protaxymyia. Корневой к ним группой служит род Plesioaxymyia. Вид был впервые описан в 1983 году под названием Parapsocus pectinatus Hong, 1983, а в 1992 году выделен в отдельный род Psocites Hong, 1992.